# Savana-estépica

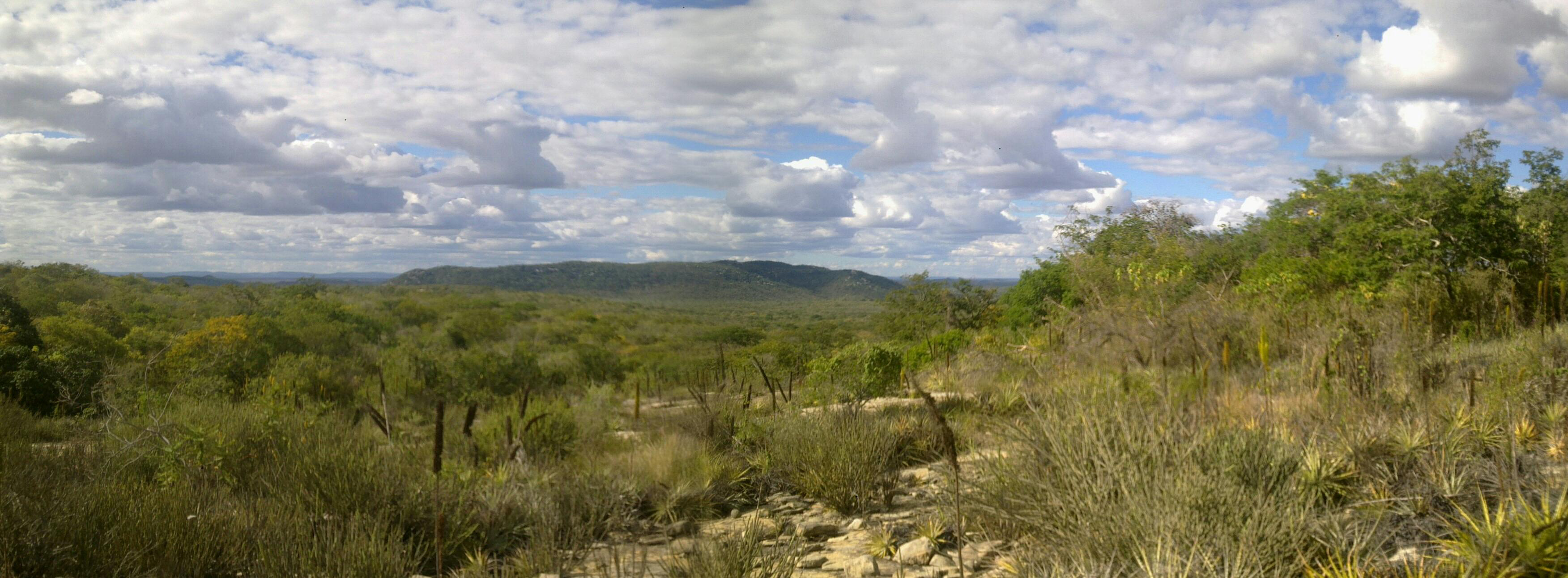
Caatinga em São José dos Cordeiros, PB.

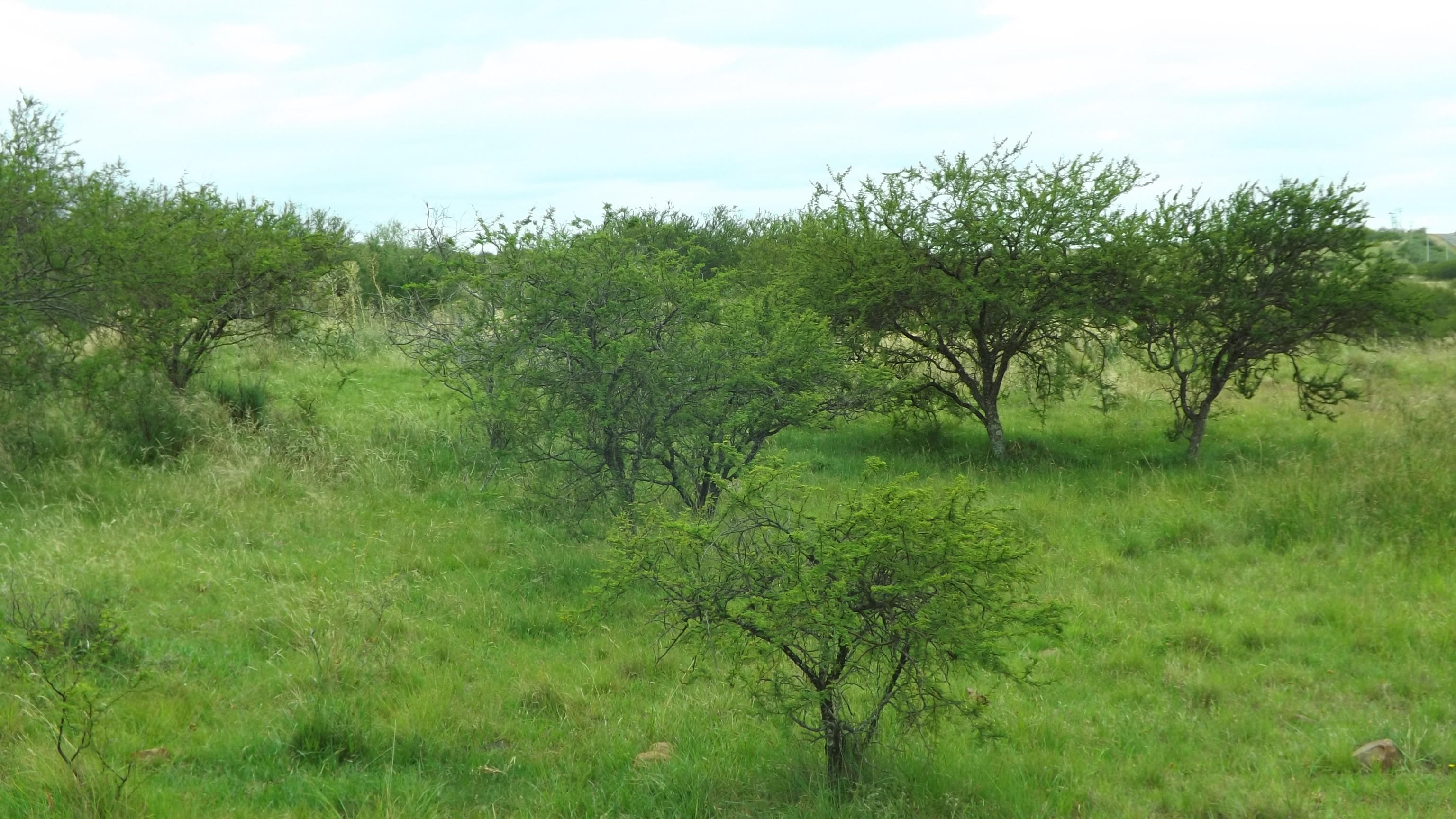
Área com espinilhos (Acacia caven) no Parque Estadual do Espinilho, RS.

Savana-estépica é um tipo de vegetação tropical. O termo (savane steppique, no original) foi criado por Trochain (1946, 1954, 1955, 1957). É sinônimo aproximado de caatinga (sensu stricto, Veloso, 1964), floresta espinhosa (ex., Beard 1944, 1955), savana-estépica (ex., IBGE, 2012) ou deciduous thorn woodland (traduzido como vegetação decidual [ou caducifólia] espinhosa, IBGE, 2012).

## Tipos
Tipos de savana-estépica de acordo com o IBGE (2012):
- Subgrupo de formação: Savana-Estépica (Savanas secas e/ou úmidas)
  - Formação: Savana-Estépica Florestada
  - Formação: Savana-Estépica Arborizada
  - Formação: Savana-Estépica Parque (Parkland)
  - Formação: Savana-Estépica Gramíneo-Lenhosa (campo espinhoso)

## Ocorrência
Esse tipo de vegetação ocorre:
- na caatinga do sertão semiárido;
- nos campos de Roraima (na Chapada do Surumu, limitada ao sul pelo graben do Tacutu e ao norte pelo planalto das Guianas venezuelano), também chamados de "lavrado";
- no chaco sul-mato-grossense (oeste do Pantanal);
- no Parque de Espinilho da Barra do Rio Quaraí, RS.